# Royal Enfield
Royal Enfield è il nome con cui la Enfield Cycle Company (parte della "Royal Small Arms Factory Enfield Lock", una delle principali fabbriche inglesi di armamenti e macchinari) costruì motocicli, biciclette, macchinari agricoli e industriali. Il legame con la casa madre è testimoniato dal logo usato (un cannone) e dal motto “Made like a gun, goes like a bullet” (Costruita come un cannone, va come un proiettile).

## Storia
L'uso del marchio Enfield fu autorizzato dalla Crown nel 1890; la sede originaria era a Redditch, nel Worcestershire. Royal Enfield viene perciò pubblicizzato come il più antico marchio motociclistico ancora in attività, per quanto la fabbrica non si trovi più nella nazione di origine. Il modello Bullet, nelle sue varianti, è considerato la motocicletta la cui linea di produzione è la più longeva di tutti i tempi.
Nel 1899 fu prodotta una serie di quadricicli con motore De Dion, nel 1901 fu costruito un prototipo di bicicletta mossa da un motore Minerva da 170 cm³. Nel 1906 viene fondata la Enfield Autocar Company Limited, per sviluppare i progetti relativi ad automobili e motocicli.
Nel 1911 il marchio Enfield poté fregiarsi dell'ambita qualifica "Royal" e nel 1912 apparve il modello 180: dotato di sidecar, era equipaggiato con un bicilindrico di 750 cm³. Nello stesso periodo il modello con motore da 425 cm³ si fece notare al Tourist Trophy dell'Isola di Man e a Brooklands.
Durante la prima guerra mondiale la Royal Enfield fornì armi e motocicli di vario genere alle forze armate britanniche; tra gli altri, un motosidecar da 8 hp equipaggiato con una mitragliatrice Vickers e un altro motosidecar adattato a lettiga per il trasporto dei feriti. Royal Enfield si aggiudicò anche una commessa per la fornitura di motocicli all'Impero russo.
Gli anni venti furono contraddistinti da un'incessante ricerca di migliorie e una costante innovazione. Nel 1921 fu sviluppato un nuovo bicilindrico da 976 cm³. Nel 1924 apparve il motore destinato a fare la storia del marchio, il monocilindrico da 350 cm³. Nel 1928 la Royal Enfield fu una delle prime case ad adottare per le proprie motociclette la forcella anteriore a molla, mentre sviluppava in proprio nuovi modelli di serbatoio. Nel frattempo, nel 1924, le poste inglesi avevano adottato il modello con sidecar.
Gli anni trenta videro la scomparsa dei primi soci fondatori: Albert Eddie morì nel 1931, R. W. Smith nel 1933.
La compagnia, tuttavia, nonostante la crisi economica continuò la propria attività senza sosta, puntando su modelli mono e bicilindrici, con cilindrata da 125 a400 cm³, che venivano venduti in tutta Europa. Nel 1931 fu prodotto il primo modello di Bullet, disponibile dapprima in due motorizzazioni (da 350 cm³ e da 500 cm³) e, successivamente, anche col motore da 250 cm³.
Allo scoppio della seconda guerra mondiale la Royal Enfield, come tutte le maggiori industrie britanniche, dovette convertire la propria linea di produzione, adeguandola alle necessità delle forze armate. Innumerevoli furono le forniture destinate all'esercito; tra tanti modelli, il motociclo leggero WD/RE da 125 cm³, conosciuto come Flying Flea (Pulce Volante), progettato per essere paracadutato con le truppe aerotrasportate (un esemplare è tuttora visibile presso il Museo dell'Aviazione di Duxford).
Nel 1942 fu aperta un'altra fabbrica a Bradford-on-Avon, nel Wiltshire; a causa dei bombardamenti nemici che imperversavano sulle Midlands, gli impianti furono alloggiati in locali sotterranei. Tale caratteristica si rivelerà utile, dopo la guerra, per la costruzione di macchinari industriali di precisione: l'ubicazione sotterranea infatti rendeva più facile stabilizzare la temperatura, consentendo una maggiore precisione nella taratura degli strumenti.
Nell'immediato dopoguerra la produzione si concentrò sui modelli G e J, monocilindrici rispettivamente da 350 e 500 cm³, evoluzione dei mezzi forniti alle forze armate durante la guerra. Nel 1948 nacque la nuova Bullet, sviluppata dal modello G 350, da cui si differenziava per la forcella posteriore di nuova concezione; la bontà della nuova soluzione fu immediatamente confermata dalla vittoria nella Sei giorni di enduro; nel 1953 sarà messa in produzione anche la Bullet con motore da 500 cm³.
Gli anni cinquanta sono il periodo di maggiore splendore della casa inglese. Vengono commercializzati modelli di grande successo, come la Meteor e la Super Meteor (entrambe con motore da 700 cm³), e la Constellation Twin, anch'essa con motore da 700 cm³, definita da molti come la prima superbike mai costruita. Grande favore incontrò anche la Crusader, con motore da 250 cm³, cambio a 5 marce e nuovi ammortizzatori.
Nel 1955 la Brockhouse Corporation, proprietaria dello storico marchio statunitense Indian (che aveva cessato la produzione due anni prima), importò negli USA le Royal Enfield; colorate di rosso, e ri-marcate come "Indian", le motociclette così travestite non incontrarono il favore del pubblico, e dal 1961 le Royal Enfield furono nuovamente commercializzate negli USA con il marchio originale. Tra le Enfield "Indian", degno di menzione è il modello Chief, che montava il bicilindrico da 700 cm³.
Sempre nel 1955 il governo indiano decise di adottare per le proprie forze di Polizia di Frontiera la Bullet 350, le cui caratteristiche di robustezza e affidabilità sembravano adeguate al difficile servizio da svolgere; il primo ordinativo fu di 800 esemplari.
La Royal Enfield si associò quindi con l'indiana Madras Motors per fondare la Enfield India, che dal 1956, su licenza della casa inglese, iniziò ad assemblare i modelli Bullet 350 con materiale proveniente dalla fabbrica. Nel 1957 la linea di produzione dello stesso modello fu interamente trasferita in India, e nel 1962 a Madras, oggi Chennai, ebbe inizio la produzione di Bullet completamente costruite in India. Tale iniziativa, dovuta a necessità contingenti, si rivelerà decisiva per la sorte del marchio Royal Enfield.
Sempre più forte si faceva, nel frattempo, la concorrenza delle grandi industrie motociclistiche giapponesi; e l'ultimo modello prodotto dalla fabbrica di Redditch, la Interceptor, 750 cm³, progettata nel 1962 appositamente per il mercato USA, non poté arrestare una crisi ormai acuta, dovuta alla conclamata impossibilità di far fronte alle necessità della produzione industriale di vasta scala.
Lo stabilimento storico di Redditch chiuse i battenti nel 1967; nel 1968 la British Royal Enfield fu venduta al gruppo che già possedeva la Norton. La produzione cessò nel 1970, con la chiusura della fabbrica di Bradford-on-Avon, e nel 1971 la compagnia fu soppressa.
Restava tuttavia in attività la linea di produzione della Bullet, in India, che continuò a operare su licenza della casa madre; negli anni '70 e '80 furono prodotti modelli destinati quasi esclusivamente al mercato locale. Da segnalare, nel 1980, l'accordo con un'altra storica casa motociclistica europea, la Zündapp, per la fornitura di motori di piccola cilindrata, che equipaggiarono numerosi modelli.

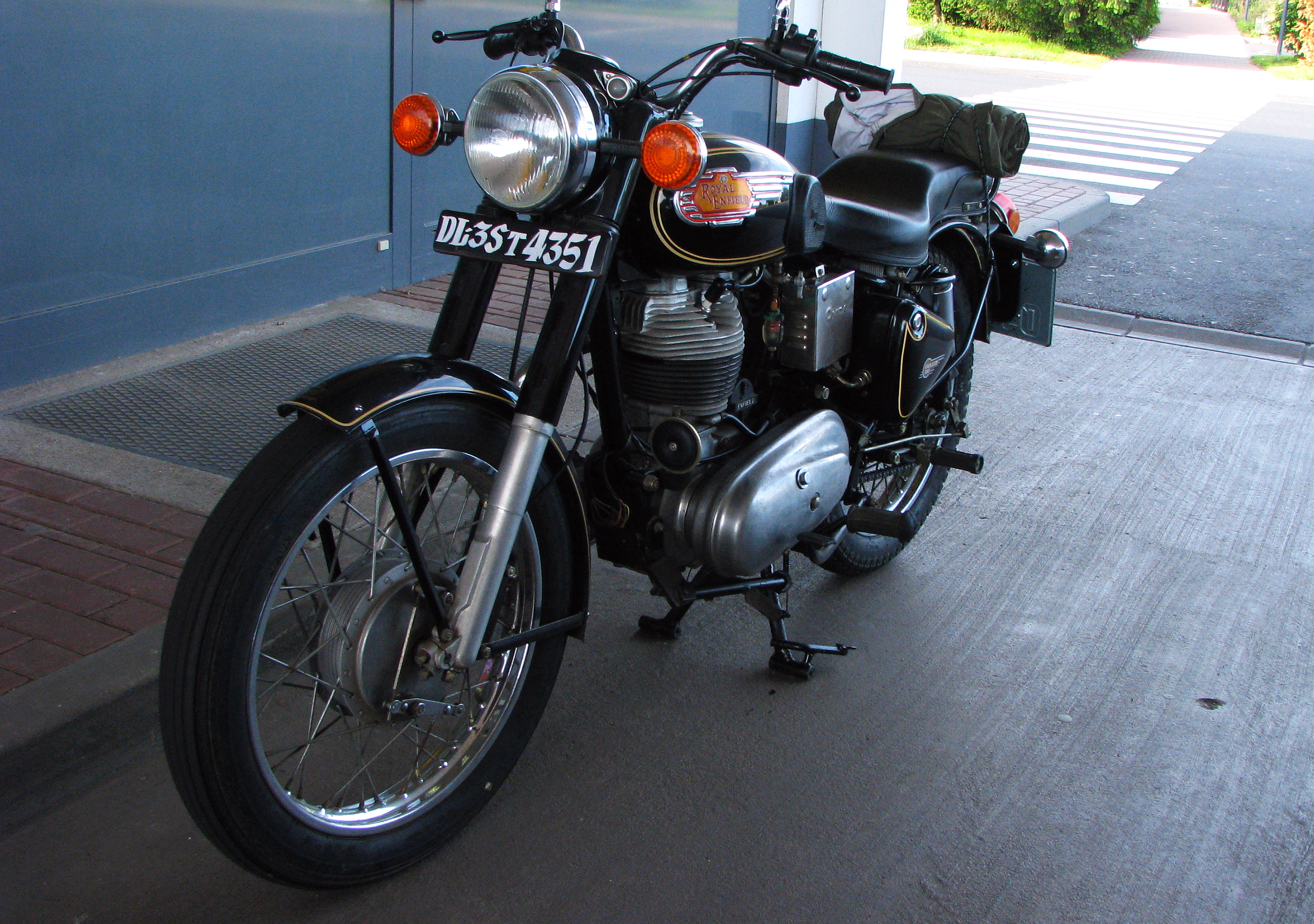
RE Bullet 350 - Fronte con targa di Delhi (India)

## La ripresentazione
Nel 1994 la Enfield India fu acquisita dal gruppo Eicher, che nel 1995 ottenne i diritti sul marchio Royal Enfield. La nuova proprietà diede un impulso alla progettazione di nuove soluzioni tecniche e alla rivisitazione degli storici modelli prodotti nello stabilimento indiano. Nel 2000 si registra l'apertura di una nuova fabbrica nei pressi di Nuova Delhi e il rilancio dello storico modello Bullet, nelle due motorizzazioni da 350 e 500 cm³ (iniziato nel 2005 in occasione del 50 anniversario della fabbrica indiana).
La principale novità è rappresentata dalla progettazione di nuovi motori, con l'obiettivo di sostituire lo storico 350 cm³ di origine inglese, rimasto praticamente inalterato dal 1955 e ormai inadeguato ai tempi e non più commercializzabile in Europa e negli USA a causa delle emissioni altamente inquinanti.
Già sul finire degli anni novanta fu realizzata un'intesa con l'austriaca AVL per la produzione e la cessione di un motore di moderna concezione, che tuttavia mantenesse intatte le tradizionali caratteristiche estetiche e tecniche. Il modello Bullet Machismo 350 fu il primo a essere equipaggiato col nuovo propulsore. È interessante segnalare che molti appassionati non accolsero favorevolmente il cambiamento, rimproverando al motore AVL di non emettere il solito, abituale borbottio del vecchio 350.
Nel 2008 iniziò la produzione del nuovo motore UCE (Unit Construction Engines; i modelli equipaggiati con questo motore sono contraddistinti in Europa dalla sigla EFI) da 500 cm³, che per la prima volta nella storia della casa adotta l'iniezione elettronica, consentendo alla Royal Enfield di esportare nuovamente i propri modelli in tutto il mondo.
Nel mese di ottobre del 2013 è stato presentato ufficialmente, durante un gala tenutosi all'Ace cafe di Londra, il nuovo modello denominato "Continental GT": si tratta di una riedizione in chiave moderna di una storica café racer degli anni '60 dallo stesso nome. Quello della nuova "Continental GT" è il primo progetto originale, non legato alla storica linea della "Bullet", prodotto dal 1970, data della chiusura degli stabilimenti inglesi; la commercializzazione nel mercato europeo è stata avviata entro la fine del 2013.